# Liste de personnalités liées à Montmorillon
Cet article liste des personnalités liées à Montmorillon.
Voir aussi les maires de Montmorillon.

## Les Montmorillonnais d'origine
Ne sont comprises dans cette liste que les personnalités nées à Montmorillon.
- Jean-Félix Dutrou de Bornier (1741-1816), député de Montmorillon aux États généraux de 1789
- Jean-Baptiste Dutrou-Bornier, né le 19 novembre 1834 à Montmorillon et arrière-petit-fils du précédent. Aventurier des mers lointaines, adepte de la contrebande, il est breveté capitaine au long cours dans la marine marchande en 1860 et s'établit comme colon à l'île de Pâques en 1867. Ayant séduit Koreto, la reine de l'île, il devient chef du gouvernement puis « roi de l'île de Pâques ». Il y meurt dans des conditions mystérieuses (assassiné par un rival ?) le 6 août 1876.

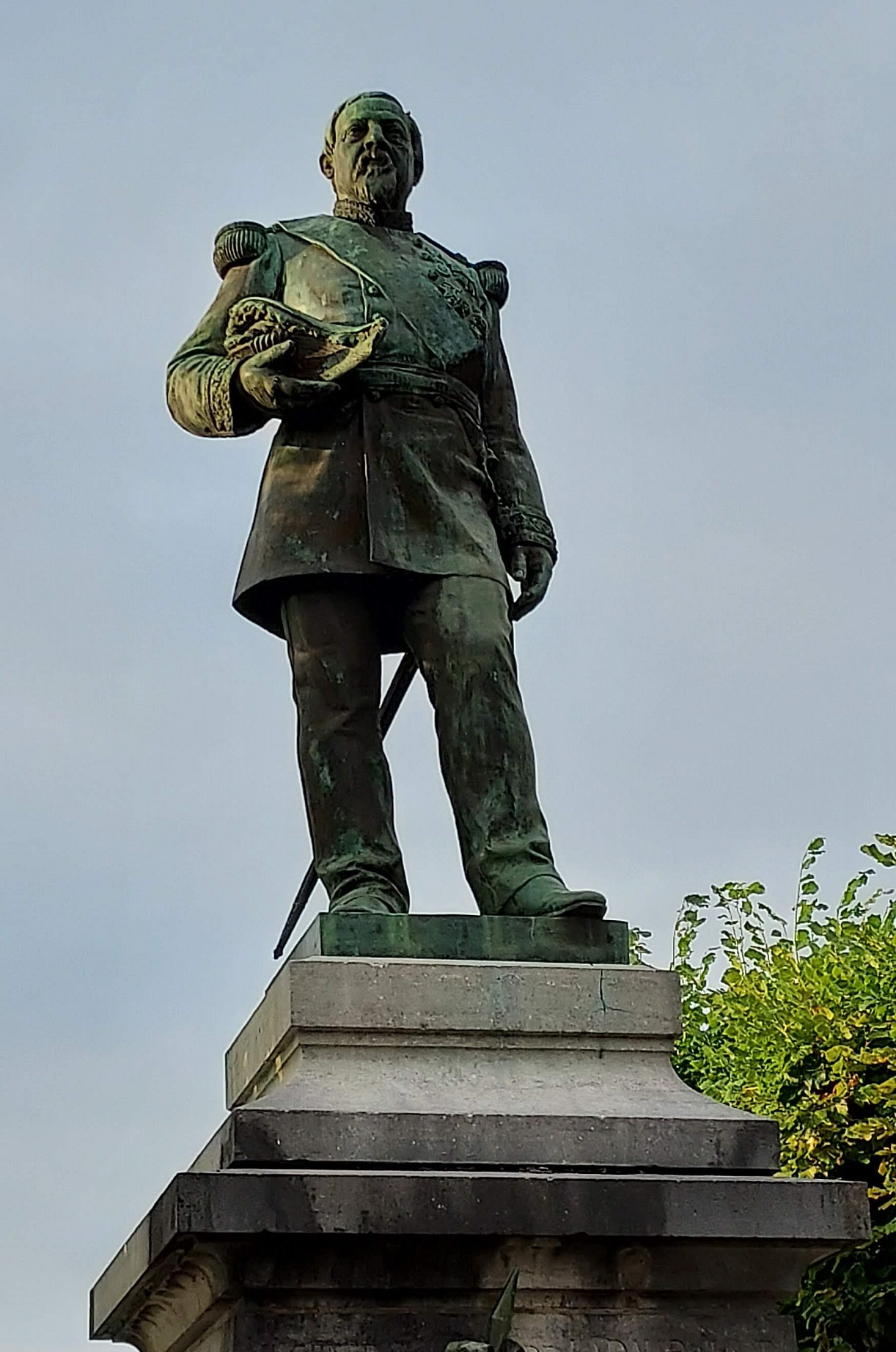
Statue du général Ladmirault à Montmorillon.

- Général Paul de Ladmirault (1808-1898).
- Octave Bernard (1844-1904), procureur général de Paris, est né à Montmorillon.
- Joseph Carré (1870-1941), architecte.
- Bernard Harent, né le 24 juillet 1916 à Montmorillon. Sous-officier de carrière, il était stationné au Liban comme sergent fourrier au 24e régiment d'infanterie coloniale lors de l'armistice de 1940. Membre d'un détachement qui rallie la France libre dès juillet 1940, il intègre le 1er bataillon d'infanterie de marine et combat en Libye et en Syrie. Promu aspirant, il rejoint en 1942 les commandos parachutistes de l'infanterie de l'air, et participe aux raids du désert et aux opérations spéciales de l'armée britannique en Afrique. Il est cité à l'ordre de la nation par le général de Gaulle en 1943 après un raid en profondeur en Tunisie. Parachuté en Bretagne le 10 juin 1944 pour encadrer le maquis de Saint-Marcel, le sous-lieutenant Harent est tué au combat à Plumelec trois jours plus tard. Chevalier de la Légion d'honneur. Créé Compagnon de la Libération à titre posthume par décret du 29 décembre 1944.
- La romancière Régine Deforges (1935-2014) est native de la ville. Elle a participé à la création du salon biennal du livre de Montmorillon. Elle est aussi à l'origine de l'idée de la Cité de l'Écrit et des métiers du livre.
- Guy Péqueux, né le 18 juin 1942 à Montmorillon. Artiste peintre de paysages, courant expressionniste.
- Lionel-Edouard Martin, né le 10 novembre 1956 à Montmorillon, poète et romancier.
- Jean-Marie Villemot (1961-2011), auteur français de romans policiers.
- Isabelle Moreau, née le 14 mai 1977 à Montmorillon. Journaliste de la rédaction de i>Télé, elle a appartenu à l’équipe des journalistes sportifs de Canal+ et a coprésenté le Canal Football Club durant trois saisons de 2008 à 2011.
- Raoul Carré, né à Montmorillon le 23 octobre 1868 et décédé le 2 octobre 1933 à Paris ;
- Emmanuel Gratiant, né le 27 avril 1881 au Dorat (Haute-Vienne) et décédé le 9 mars 1950 ;
- Jehan Berjonneau, né à Montmorillon le 26 décembre 1890, mort en 1966 ;
- Raoul Etève, né le 23 juillet 1902 et décédé le 22 juin 1967 à Auxerre (Yonne).
- Lorène Devienne, née le 9 mars 1981 à Montmorillon. Chanteuse française

## Les Montmorillonnais d'adoption
Ne sont comprises dans cette liste que les personnalités nées hors de Montmorillon, au point de laisser parfois la trace de leur présence dans la ville. 
- Étienne de Vignolles (1390-1442), dit La Hire, un des compagnons de Jeanne d'Arc.
- Jean-Mary Belliard, né le 19 novembre 1909 à Mortioux, près de Jouhet et décédé à Montmorillon le 13 novembre 1963. Engagé en politique dès la fin de la Seconde Guerre mondiale, résistant, RPF, puis RS, (proche de Jacques Soustelle), en 1954, il est nommé secrétaire national du mouvement poujadiste UDCA qu'il quitte en 1956, en désaccord avec la ligne défendue par Pierre Poujade. Il se consacrera alors à l'animation et au développement de la cité. Élu président de l'UCIA (Union du commerce de l’industrie et de l’artisanat), il organise des Quinzaines commerciales dans la ville et de nombreuses actions pour la promotion de la vie économique de l'arrondissement. En 1955, il crée avec J. Legoubin, pilote, et Martell, (un ancien des Forces aériennes françaises libres, compagnon de Pierre Clostermann, l’Aéroclub de la Planche et y organise deux meetings aériens en 1955 et 1956. Fondateur et animateur du Bridge-club, président du Syndicat d'Initiative en remplacement de Henri Lamberton, autre acteur important de la vie locale, il obtient ainsi le classement, comme monument historique, du prieuré de Villesalem en 1961. Il est, avec le président de Fontaines, à l'initiative de la valorisation de la race de moutons La Charmoise.
- Pierre Marcel (1934-2006), inventeur du gisement magdalénien "La Piscine" de Montmorillon.
- Simon Pagenaud, pilote automobile engagé en IndyCar Series aux États-Unis.

- Pierre Ucciani (1851-1939) vient peindre à Montmorillon où réside son fils Paul Ucciani (1880-1966), ancien Juge de paix suppléant de Bry-sur-Marne ;
- André et Madeleine Rossignol, fondateurs des éditions Rossignol, établies à Montmorillon.